# Musoma
Musoma  este un oraș  în partea de nord a Tanzaniei. Este reședința  regiunii Mara.